# Tube de Kundt
Le tube de Kundt ou appareil à ondes stationnaires, nommé d'après son inventeur August Kundt en 1866, est un dispositif expérimental permettant de mettre en évidence les ondes stationnaires sonores dans un tube rempli d'air.

## Mesure du coefficient d'absorption d'énergie acoustique d'un matériau
Outre son intérêt pédagogique, le tube de Kundt permet par exemple la mesure en situation d'incidence normale du coefficient d'absorption d'énergie acoustique {\displaystyle \alpha _{0}} de matériaux poreux (mousses) ou fibreux (laines de verre, feutres, ouates, etc.) qui sont de bons absorbants sonores.

### Principe
Le principe du tube de Kundt ou principe des ondes stationnaires est le suivant. Le tube est fermé à une extrémité par un porte-éprouvette. L'éprouvette (homogène, isotrope) de matériau absorbant est cylindrique et d'épaisseur finie e. À l'autre extrémité, un haut-parleur alimenté par un générateur de basses fréquences émet une onde sonore de fréquence pure {\displaystyle f} (onde incidente) qui est réfléchie par le porte-éprouvette. À la traversée de l'éprouvette, l'onde perd de l'amplitude (transformation d'énergie par absorption). L'onde réfléchie est par ailleurs en déphasage (dû au retard) {\displaystyle \varphi } avec l'onde incidente. Les ondes réfléchie et incidente se composent pour former une onde stationnaire.
Note : l'éprouvette peut être éloignée du fond du porte-éprouvette.

### Fréquences minimale et maximale d'utilisation du tube
Les dimensions du tuyau (longueur L et diamètre intérieur D) déterminent une plage de fréquence d'ondes planes. Exemples : (pour une vitesse du son dans l'air égale à 340 m/s)
- L = 1 m ; D = 0,1 m (gros tube) ⇒ 85 < f < 1 700 Hz ;
- L = 0,34 m ; D = 0,034 m (petit tube) ⇒ 250 < f < 5 000 Hz.

La fréquence maximale (par exemple 1 700 Hz pour le gros tube) est appelée fréquence de coupure de la propagation en ondes planes.

### Mesure deα0{\displaystyle \alpha _{0}}
Une sonde microphonique, reliée à un chariot mobile, est positionnée dans le tube. Le micro capte l’onde sonore (supposée plane) et ses vibrations sont visualisées sur un oscilloscope (ou sur un spectromètre) en sortie. On repère par mesure les maxima (sonde sur un ventre de pression) et les minima de pression (sonde sur un nœud de pression) de l'onde stationnaire. Le coefficient d'absorption de l'éprouvette est déduit du rapport de ces deux pressions.

La mesure est lente car il faut procéder fréquence par fréquence (il faut compter plus d'une douzaine de fréquences pour chaque échantillon).
En régime sinusoïdal :
{\displaystyle \alpha _{0}(f)={\frac {\mathrm {Puissance~acoustique~absorb{\acute {e}}e~(et/ou~transmise)} }{\text{Puissance acoustique incidente}}}=1-|R|^{2}}
{\displaystyle R(f)={\frac {A_{r}}{A_{i}}}=|R|\,e^{j\varphi }}
avec :
{\displaystyle R} coefficient de réflexion (nombre complexe) ;
{\displaystyle A_{r}} amplitude de l'onde réfléchie ;
{\displaystyle A_{i}} amplitude de l'onde incidente.

### Ordres de grandeur deα0{\displaystyle \alpha _{0}}en fonction de la fréquence
{\displaystyle \alpha _{0}} est compris entre ~ 0 (réflexion totale, milieu non absorbant) et ~ 1.
| Matériau                   | 125 Hz | 250 Hz | 500 Hz | 1 000 Hz | 2 000 Hz |
| Vitre (e = 3 mm)           | 0,25   | 0,15   | 0,08   | 0,06     | 0,04     |
| Rideaux lourds             | 0,2    | 0,3    | 0,5    | 0,55     | 0,6      |
| Laine minérale (e = 25 mm) | 0,2    | 0,7    | 0,8    | 0,9      | 0,9      |

Selon une loi générale, les ondes sonores haute fréquence sont facilement absorbées.
Les matériaux les plus utilisés pour diminuer les niveaux sonores par absorption passive non sélective sont la laine de verre, la laine de roche ou la laine d'acier (emploi dans les silencieux, par exemple).

## Applications
L'essai au tube de Kundt en incidence normale permet de déterminer la vitesse de propagation du son dans l’air, dans un milieu gazeux ou un échantillon de matériau, ainsi que les caractéristiques de ce matériau telles le coefficient d'absorption d'énergie acoustique {\displaystyle \alpha _{0}}, l'impédance caractéristique (ou spécifique) {\displaystyle Z_{s}} (correspondant à une épaisseur de matériau infinie) ou le nombre d'onde en fonction de la fréquence f.

## Tube à impédance

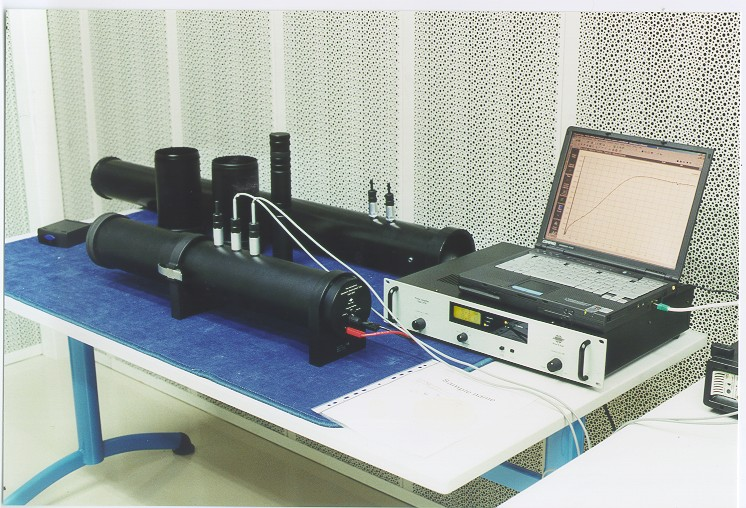
Deux tubes à impédance. Une courbe de l'absorption en fonction de la fréquence est rapidement obtenue car une mesure est effectuée pour toutes les fréquences.

Il représente la nouvelle génération du tube de Kundt. Un tube de mesurage de l'impédance est équipé de deux microphones fixes. Il est relié à un analyseur de spectre multivoie à FFT (Fast Fourier Transform), lui-même relié à un ordinateur.

### Principe
À une extrémité du tube, un haut-parleur génère un signal type bruit blanc. L'onde sonore incidente est réfléchie par l'éprouvette située à l'autre extrémité, ce qui forme une onde stationnaire. On décompose ce signal stationnaire en sa partie incidente et sa partie réfléchie par la méthode des deux microphones.

Le coefficient de réflexion (donc d'absorption) est calculé à partir des fonctions de transfert du signal, de sa partie incidente et de sa partie réfléchie.
Le domaine d'application est identique à la méthode du tube de Kundt.

### Étalonnage et mesure
Avant de réaliser une mesure, on procède à un étalonnage qui permet de supprimer les différences de phase et de sensibilité entre les deux microphones.